# إريك مايرز
إريك مايرز (بالهولندية: Eric Meijers) هو لاعب كرة قدم ومدرب كرة قدم هولندي، ولد في 6 أغسطس 1963 في نايميخن في هولندا. لعب مع إن إي سي نيميخن.

## وصلات خارجية
- إريك مايرز على موقع قاعدة بيانات كرة القدم.إي يو (الإنجليزية)
- إريك مايرز على موقع Soccerway.com (الإنجليزية)